# Calidone (mitologia)
Calidone (in greco antico: Καλυδών?, Kalydṑn) è un personaggio della mitologia greca. Fu l'eponimo della città di Calidone.

## Genealogia
Figlio di Etolo e di Pronoe, sposò Eolia figlia di Amitaone e fu padre di Epicasta e Protogenia.

## Mitologia
La stirpe si diffuse grazie ad Ares che si accoppiò con Protogenia portando alla nascita di Ossilo.

Epicasta generò invece due semplici umani, Portaone e Demonice da suo cugino Agenore, figlio di Pleurone.
È il fondatore ed eponimo della città stato di Calidone, in Etolia.